# Valor absoluto (álgebra)
Valor absoluto, em álgebra, é uma função que associa a cada elemento um número real. Esta função tem algumas propriedades semelhantes à função modular, que leva cada número real a um número positivo, e que é generalizada para números complexos.
O valor absoluto nos números reais, representado por |.|, é definido pela relação de ordem nos reais. Esta função pode ser estendida aos números complexos, apesar de não ser possível embutir em {\displaystyle \mathbb {C} \,} (conjunto dos números complexos), uma relação de ordem total. Para algumas finalidades, torna-se interessante utilizar apenas o valor absoluto, e não a relação de ordem. Assim, pode-se definir o que seja um valor absoluto para corpos genéricos, de forma axiomática. É também possível definir um tipo de valor absoluto cujo contradomínio não sejam os números reais, mas sim corpos ordenados arbitrários.
Em alguns livros, o valor absoluto é chamado de valoração, porém em outros a valoração é outro tipo de função, onde o contradomínio não são os números reais, mas um grupo ordenado qualquer.

## Definição
Um valor absoluto em um corpo algébrico K qualquer é uma função |.| que associa a cada elemento x de K um número real não-negativo  e que satisfaz os seguintes axiomas:
1. {\displaystyle |x|=0\iff x=0\,}
2. {\displaystyle |x\ y|=|x|\ |y|\,}
3. {\displaystyle |x+y|\leq |x|+|y|\,} (desigualdade triangular)

O valor absoluto define um homomorfismo entre o grupo multiplicativo Kx (K sem o elemento zero) e o grupo multiplicativo dos números reais positivos. Como corolário, |1| = 1.

## Topologia induzida pelo valor absoluto
O valor absoluto em um corpo K permite definir uma métrica em K, via d(x, y) = |x - y|, tornando K um corpo topológico, ou seja, as operações de soma, subtração, multiplicação e divisão são funções contínuas.
Deve-se notar, também, que a função {\displaystyle |.|:K\to \mathbb {R} \,} é contínua.
De forma equivalente, uma valoração pode definir uma base para uma topologia em K, esta base é indexada pelos elementos x0 de K e os números reais positivos ε, e são os conjuntos dos x tais que |x - x0| < ε. Esta topologia é Hausdorff.

## Exemplos
Em {\displaystyle \mathbb {Q} \,} (conjunto dos números racionais), é imediato verificar que a função modular usual é um valor absoluto. Para qualquer K que seja subcorpo de {\displaystyle \mathbb {C} \,}, o valor absoluto em {\displaystyle \mathbb {C} \,} pode ser usado como valor absoluto.
Se |.| é um valor absoluto, e ρ é um número real qualquer no intervalo (0, 1), é possível verificar que a função |.|ρ também é um valor absoluto. As propriedades (1) e (2) são imediatas, sendo necessário algum esforço para demonstrar a desigualdade triangular.
A função |x| = 1 para todo x ≠ 0 é um valor absoluto. Este é chamado valor absoluto trivial. O valor absoluto trivial induz, no corpo topológico K, a topologia discreta.
O exemplo mais importante de valor absoluto é o valor absoluto p-ádico. Este valor absoluto, representado por |.|p, se caracteriza pelas seguintes propriedades:
{\displaystyle |p^{n}|_{p}={\frac {1}{p^{n}}}\,} para n inteiro 
{\displaystyle |{\frac {m}{n}}|_{p}=1\,} para todos números m e n relativamente primos com p 

## Propriedade arquimediana
O axioma de Arquimedes para os números reais é que {\displaystyle \mathbb {N} \,} não é um conjunto limitado superiormente. Por causa disto, um valor absoluto |.| em que os números naturais são limitados é chamado de não-arquimediano.
Existem várias definições do que seja um valor absoluto arquimediano e um valor absoluto não-arquimediano:
1. Um valor absoluto é arquimediano quando o conjunto de números reais {\displaystyle \{|n|\ |\ n\in \mathbb {N} \}\,} é ilimitado[1]
2. Um valor absoluto é não-arquimediano quando vale a desigualdade triangular forte: |x + y| ≤ max(|x|, |y|)[2]
3. Um valor absoluto é não-arquimediano quando |x| ≤ 1 implica |1 + x| ≤ 1[3]

## Valores absolutos equivalentes
Dois valores absolutos |.|1 e |.|2 são equivalentes (escreve-se |.|1 ~ |.|2) quando eles são essencialmente a mesma função. Por exemplo, pode-se definir que |.|1 e |.|2 são equivalentes quando uma sequência converge para zero segundo |.|1 se, e somente se, ela converge para zero segundo |.|2
Prova-se que as seguintes propriedades são equivalentes para dois valores absolutos |.|1 e |.|2:
1. |.|1 ~ |.|2
2. Existe ρ > 0, real, tal que |.|2 = |.|1ρ
3. No caso de |.|1 não ser o valor absoluto trivial, para todo a em K, |a|1 < 1 implicar em |a|2 < 1

## Caracterização dos valores absolutos nos racionais
Pela equivalência entre as definições acima, podemos caracterizar todas formas de valor absoluto nos números racionais.
Teorema: Seja |.| um valor absoluto nos números racionais. Então |.| é trivial, ou é equivalente ao valor absoluto usual, ou é equivalente ao valor absoluto p-ádico.